# Руельйо
Руельйо (італ. Rueglio, п'єм. Ruèj) — муніципалітет в Італії, у регіоні П'ємонт,  метрополійне місто Турин.
Руельйо розташоване на відстані близько 550 км на північний захід від Рима, 45 км на північ від Турина.
Населення — 758 осіб (2014).
Щорічний фестиваль відбувається 1º травня. Покровитель — san Filippo.

## Демографія
Населення за роками:

Станом на 1 січня 2023 року в муніципалітеті офіційно проживало 35 іноземців з 18 країн, серед них 20 громадян країн Євросоюзу та 4 громадяни України.

## Сусідні муніципалітети
- Аліче-Суперіоре
- Кастелламонте
- Кастельнуово-Нігра
- Іссільйо
- Меульяно
- Пекко
- Траузелла
- Віко-Канавезе
- Вістроріо